# Fully qualified domain name

Hiérarchie du DNS.

Un fully qualified domain name (FQDN, ou nom de domaine pleinement qualifié) est un nom de domaine qui donne la position exacte de son nœud dans l'arborescence DNS en indiquant tous les domaines de niveau supérieur. On parle également d'un domaine absolu, par opposition à un domaine relatif.

## Traduction
L’Office québécois de la langue française propose les traductions nom de domaine complet et nom de domaine totalement qualifié.

## Utilisation
Dans la configuration d'un DNS, le FQDN est ponctué par un point final, qui représente le domaine racine. Par exemple :
- commons.wikimedia.org. est un FQDN car aucun sous-domaine supérieur n'est omis et il se termine par un point final.
- commons et commons.wikimedia ne sont pas des FQDN car les domaines de niveau supérieur sont omis.

Certaines applications n'utilisent jamais de point final, car tous les noms de domaines y sont absolus, comme par exemple le protocole SMTP.

## Résolution d'un nom de domaine
L'utilisation d'un FQDN est nécessaire au DNS. Confronté à un nom de domaine relatif, le programme d'interrogation du DNS (resolver) va tenter de compléter le nom avec des domaines à partir de fichiers de configuration (directives search et domain dans /etc/resolv.conf sous Unix) ou fournis par DHCP.